# Capilla de San Ignacio (Il Gesù)
La capilla de San Ignacio es un espacio dentro de la iglesia del Gesù en Roma (Italia), matriz de la Compañía de Jesús, que alberga la tumba del fundador de la orden, Ignacio de Loyola. Además de su importancia para los católicos, es conocida por su riqueza artística, exponente del barroco romano.

## Historia

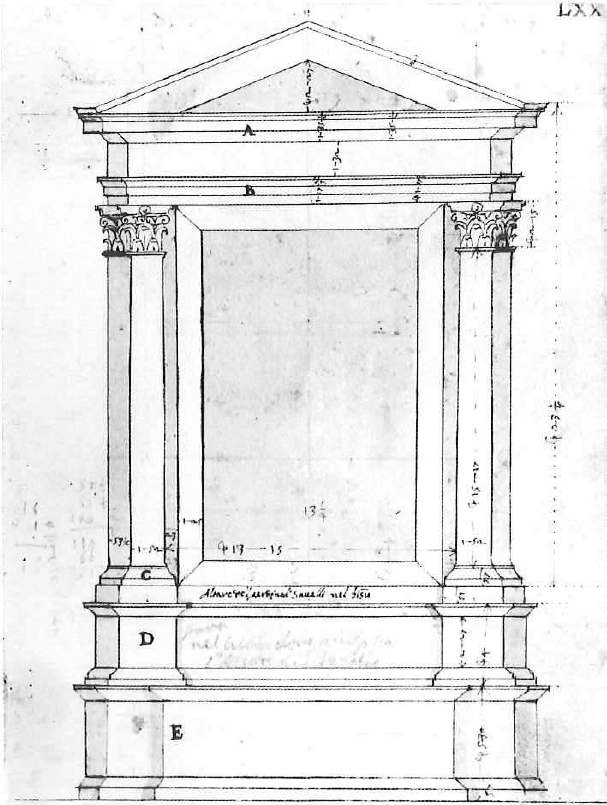
Vista del altar primitivo de la capilla según diseño de Giacomo della Porta.

Tras la construcción de la iglesia del Gesú, la capilla situada en el lado del Evangelio del transepto de este templo había sido tomada bajo su patronato por el cardenal Giacomo Savelli. Este era pronipote de Paulo III Farnesio, pontífice que había confirmado la creación de la Compañía en 1540. En ese momento la capilla tenía como advocación un Cristo crucificado, escultura de madera situada ahora en el vestíbulo izquierdo de la iglesia. el cardenal Savelli quiso destinar la capilla para su enterramiento, y encargó su diseño a Giacomo della Porta. Así mismo, encargó un nuevo crucifijo en bronce al escultor Prospero Antichi. El trabajo estaría completado, al menos de forma provisional, a la muerte del cardenal Savelli en 1587. 
Tras la canonización de San Ignacio de Loyola en 1622, sus restos se trasladan al altar de esta capilla. 
Hacia mediados del siglo XVII la capilla presentaba un altar gemelo al que se encontraba en la capilla situada en el lado de la Epístola del transepto, dedicada a San Francisco Javier hasta su restructuración hacia la década de 1670 bajo el patronazgo del cardenal Giovan Francesco Negroni.  
El 23 de julio de 1637 los restos del santo se colocarían en una urna de bronce dorado, obra de Alessandro Algardi, donada por Francesca Giattini. Esta urna sería enriquecida con el mismo material en el siglo XVIII. 
La decoración de la bóveda de la capilla, es obra de Baciccio, como también sus decoraciones realizadas en estuco. Ambos elementos se enmarcan dentro de la uniformización realizada sobre todas las bóvedas de la iglesia entre el principio de la década de 1670 y mediados de la década siguiente bajo supervisión de Bernini. En este período se presentaron proyectos para trasladar los restos del santo a la capilla mayor de la iglesia, entonces patronato de la familia Farnesio, aunque finalmente no se llevarían a cabo.

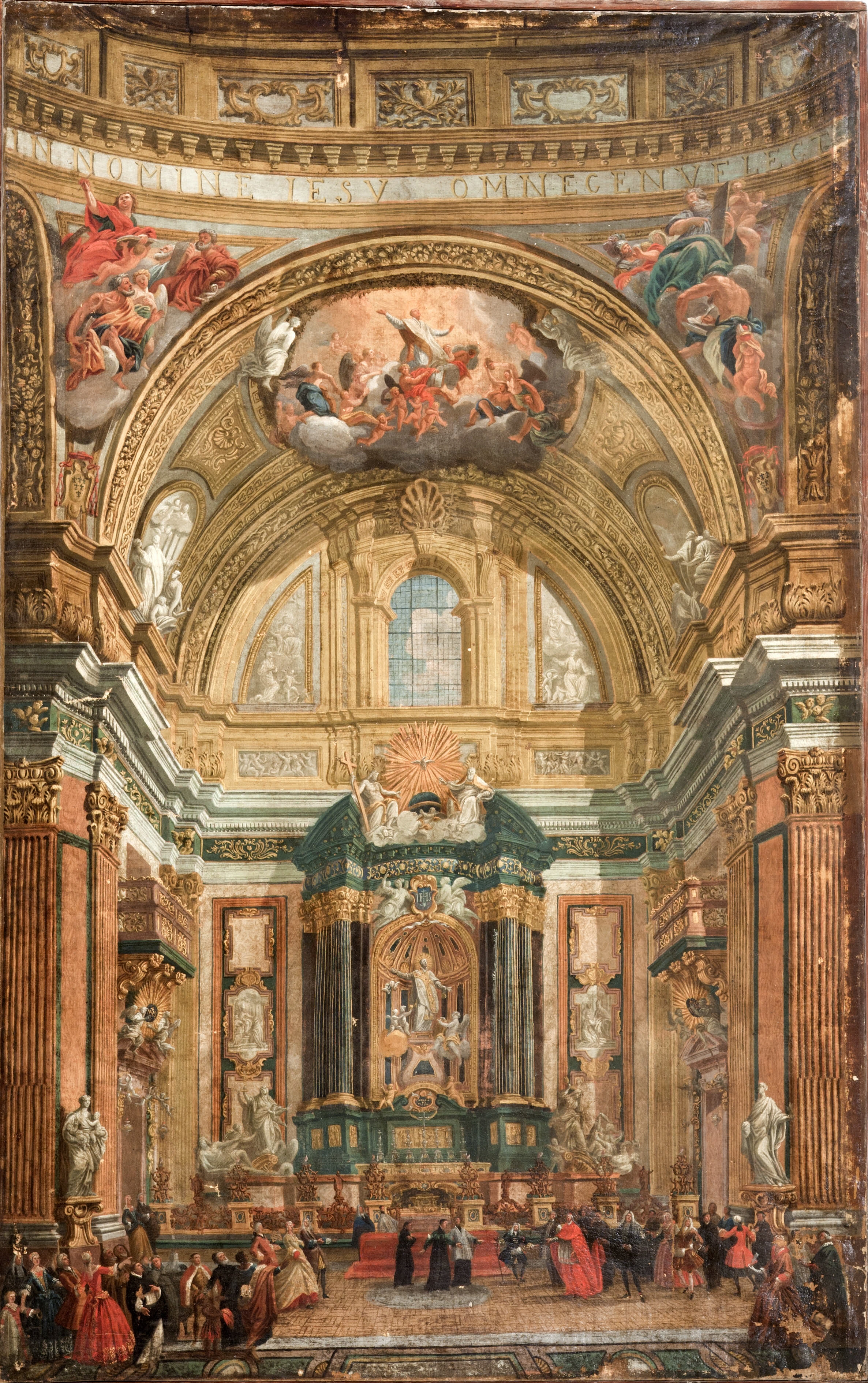
Óleo representando la inauguración de la capilla.

Tras diversos conflictos con la Compañía por la reestructuración de la capilla, la familia Savelli renunció en 1694 a los derechos de patronato sobre la capilla bajo el generalato de Tirso González. Posteriormente se presentaron proyectos para el altar de la capilla varios arquitectos, siendo elegido el proyecto del jesuita Andrea Pozzo. Se comenzaron las obras en el otoño de 1695, finalizándose en los últimos meses de 1699. A pesar de ello la capilla fue inaugurada en 1698, siendo admirada especialmente por su diseño y por la macchina que hacía que el óleo que ocupaba la parte central del retablo bajase mediante un sistema de poleas dejando a la vista la estatua en plata de San Ignacio, obra de Pierre Legros. Esta escultura fue el resultado de un concurso y fue iniciada en febrero de 1698, siendo fundida por Giovanni Federico Ludovici, al igual que los tres angelitos que rodean al santo.
Durante la ocupación francesa de Roma, en 1798, la estatua original de San Ignacio fue fundida para pagar las reparaciones de guerra establecidas en el Tratado de Tolentino, conservándose únicamente la casulla. Tiempo después se realizó una nueva estatua por el taller de Antonio Canova, siendo solemnemente inaugurada el 14 de abril de 1804. Algunos han señalado la posibilidad de que el autor de esta fuera Antonio Tadolini.
El máquina barroca de la capilla, ideada por Pozzo, se pone en funcionamiento todos los días a las 17:30.

## Descripción
La capilla de configura en torno al altar que alberga los restos del fundador de la Compañía. Sobre el mismo se dispone el altar ideado por Pozzo, de diseño clásico, en forma de frontón partido sostenido por dos parejas de columnas compuestas. Estas columnas se encuentran revestidas de lapislázuli con aplicaciones de bronces dorado. El resto del altar está realizado en ricos mármoles también con relieves y aplicaciones de bronce dorado. En el hueco central del retablo se dispone un gran lienzo al óleo que muestra a San Ignacio recibiendo de Cristo su bandera. Tras ese óleo se encuentra una hornacina ricamente guarnecida con mármol y lapislázuli que alberga la escultura de San Ignacio de Loyola, representado con casulla y con los brazos abiertos. 
En medio del frontón del retablo se dispone una escultura representando la Santísima Trinidad sobre un orbe, obra de Leonardo Retti y Lorenzo Otoni. Este orbe, de mármol travertino, se encuentra revestido de lapislázuli. La relación entre este grupo escultórico y la estatua del fundador ha sido relacionada con la iconografía y sentido de la conocida como Visión de La Storta.  

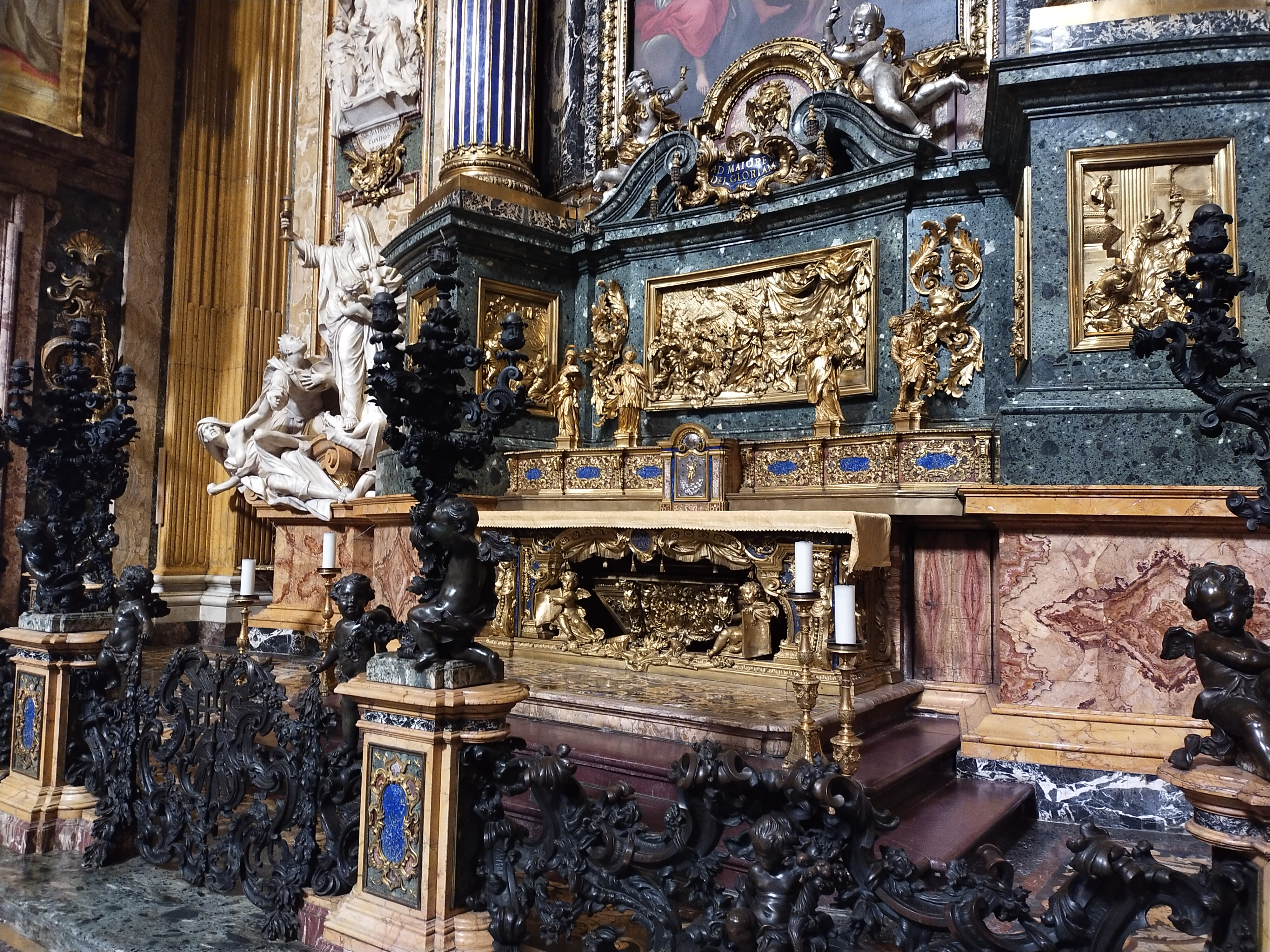
Vista de la parte baja de la capilla, mostrando el altar albergando la urna con los restos de San Ignacio, los ricos relieves en la base del altar, así como la barandilla de comunión. También se ve El triunfo de la Fe sobre la idolatría, de Théodon.

Entre el altar y la parte central del retablo, en la base del mismo se disponen una serie de ricos relieves en bronce dorado figurando escenas de la vida del santo. El relieve central es la aparición de San Pedro a Iñígo de Loyola, entonces enfermo, es una de las obras principales de Lorenzo Merlini. El resto de relieves son obra de este escultor y de René Fremin, Angelo de Rossi, Pietro Reiff, Lorenzo Merlini, Francesco Nuvolone y Pierre-Étienne Monnot. Este último es autor de los ángeles sobre la hornacina y bajo la Trinidad del frontón, que sostienen un escusón de lapislázuli con el monograma IHS en cristal de roca. 

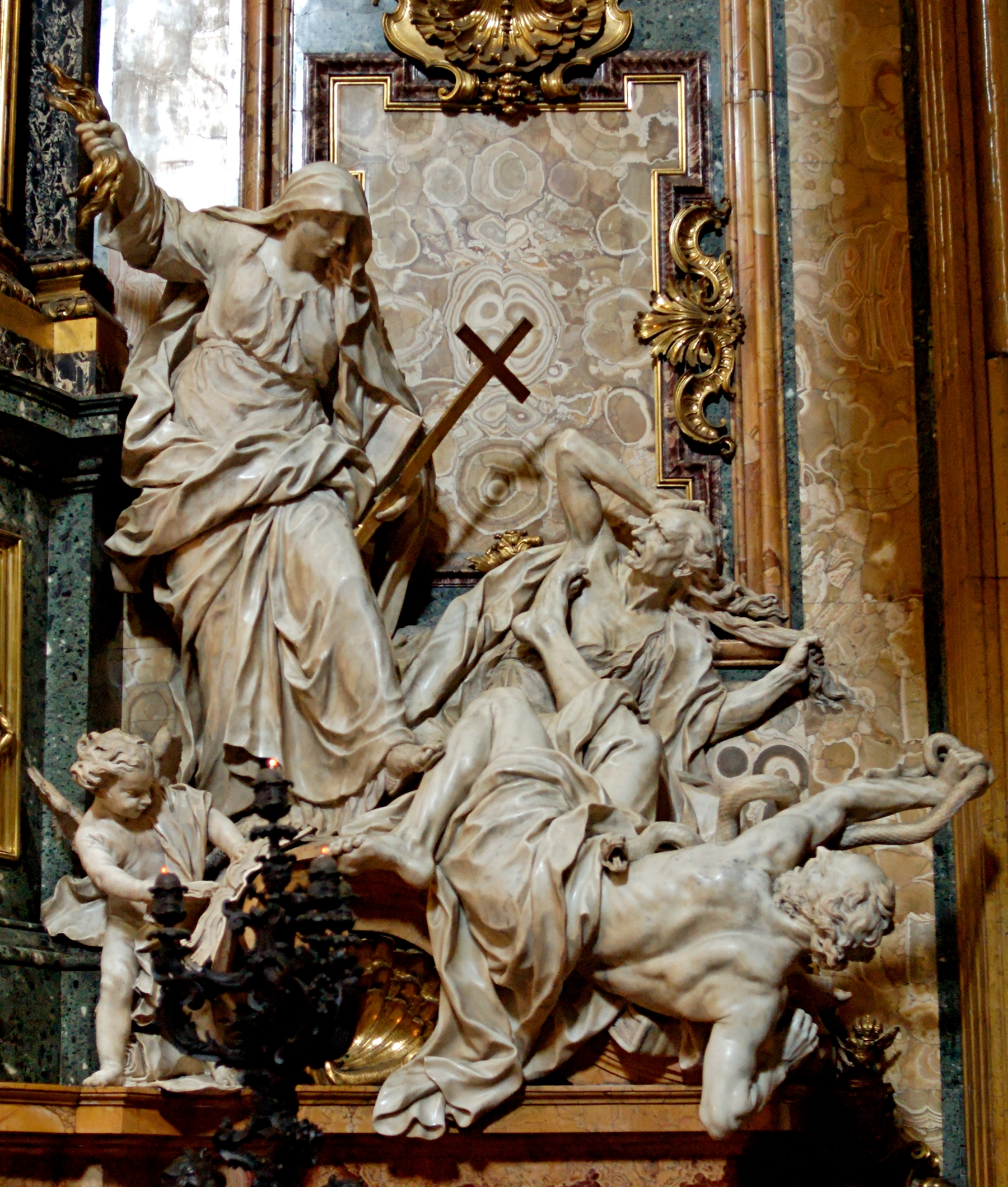
La Religión abatiendo la herejía por Pierre Legros

A ambos lados de la base del altar se encuentran dos grandes grupos escultóricos: 
- A la izquierda: El triunfo de la Fe sobre la idolatría, de Jean-Baptiste Théodon;
- a la derecha: La Religión abatiendo la herejía, de Pierre Legros el Joven.

De igual forma, a ambos lados del retablo se disponen dos grandes relieves en la pared:
- a la izquierda: La confirmación de la Compañía por Paulo III, obra de Angelo De Rossi;
- a la derecha: La canonización de San Ignacio, por Bernardino Cametti.

Los frescos de la capilla son obra de Baciccio y fueron finalizados hacia 1685. En el luneto central se representa la Gloria de San Ignacio. Rodean a este fresco, ricas decoraciones en estuco obra de Antonio Raggi y Leonardo Retti, parte de la decoración integral de las bóvedas de la iglesia, realizadas bajo supervisión de Bernini. 

La barandilla de la capilla se realizó entre 1695 y 1699 según diseño de Andrea Pozzo, siendo ejecutada por escultores entre los que se encontraban Pierre Le Gros el Joven, Angelo De Rossi o Michel Maille. Ha sido considerada como una obra maestra, constituyendo en palabras de Alberto Riccoboni:
soberbio ejemplo del arte ornamental, posiblemente la más rica y significativa del Rococó romano.
En las sobrepuertas que llevan a las capillas contiguas se disponen dos parejas de ángeles sujetando el monograma IHS. La pareja correspondiente al lado izquierdo de la capilla fue esculpida por Lorenzo Ottoni y Francesco Maratti; y la del lado derecho, por Camillo Rusconi.

### Individuales
1. ↑  «Giacomo Savelli, cardinale». www.orsinisavelli.it. Consultado el 1 de agosto de 2022.
2. ↑  Giometti, Cristiano. «RETTI, Leonardo». Dizionario Biografico degli Italiani (en it-IT). Treccani. Consultado el 1 de agosto de 2022.
3. ↑  Citado en Enggass, Robert (1974). «The Altar-Rail for St Ignatius's Chapel in the Gesù di Roma». The Burlington Magazine 116 (853): 178-189. ISSN 0007-6287. Consultado el 1 de agosto de 2022.